# Mesolita antennalis
Mesolita antennalis är en skalbaggsart som beskrevs av Carter 1929. Mesolita antennalis ingår i släktet Mesolita och familjen långhorningar. Inga underarter finns listade i Catalogue of Life.